# Censura di Wikipedia
La censura di Wikipedia è o è stata in atto, in differenti misure, in diversi Stati del mondo, tra i quali Cina, Francia, Iran, Russia, Arabia Saudita, Regno Unito, Uzbekistan e Turchia. In alcuni casi fa parte di una più ampia e generale censura di Internet attuata nel Paese; in altri casi si tratta della censura mirata di alcuni e specifici contenuti di Wikipedia ritenuti offensivi.

## Per Stato

### Arabia Saudita
L'11 luglio 2006 il governo saudita bloccò l'accesso a Google e Wikipedia a causa dei contenuti sessualmente espliciti.
Diverse voci delle versioni in arabo e in inglese di Wikipedia sono censurate in Arabia Saudita.

### Bielorussia
L'11 marzo 2022, la polizia politica bielorussa GUBOPiK ha arrestato e detenuto Mark Bernštėjn, un utente attivo sull'edizione russa di Wikipedia di Minsk, per via di alcune modifiche compiute sull'articolo dell'enciclopedia digitale relativo all'invasione russa dell'Ucraina, accusandolo di "diffusione di materiale anti-russo" e di violazione delle leggi russe sulle "notizie false".
Il 7 aprile 2022, un tribunale di Brėst ha condannato l'utente di Wikipedia Pavel Pernikaŭ a due anni di carcere per tre modifiche compiute sulle edizioni di Wikipedia in lingua russa e in lingua bielorussa. L'imputato è stato riconosciuto colpevole del reato di "screditamento della Repubblica di Bielorussia" (articolo 369 comma 1 del Codice penale della Bielorussia).

### Birmania
Il 21 febbraio 2021, a seguito del colpo di Stato in Birmania del 2021, il governo ha interdetto l'accesso a qualsiasi edizione linguistica di Wikipedia come parte di un'operazione di censura di Internet.

### Cina
La Wikipedia in cinese è stata lanciata nel maggio del 2001. Nei primi mesi del 2004, i media statali cinesi ne parlarono in termini positivi ma venne bloccata dal 3 giugno 2004 in occasione del quindicesimo anniversario della protesta di piazza Tienanmen. Le proposte di attuare una sorta di autocensura in cambio del ripristino del sito vennero rifiutate dalla comunità di utenti cinesi. Ciononostante un servizio del quotidiano statunitense International Herald Tribune comparando voci sulla Wikipedia in inglese e quella in cinese su argomenti come Mao Zedong e Taiwan concluse che le voci cinesi fossero "annacquate e ripulite" delle controversie politiche. Il 22 giugno del 2004 l'accesso venne riaperto senza spiegazioni. Wikipedia venne bloccata nuovamente, per motivi ignoti, nel settembre dello stesso anno, ma solo per quattro giorni. Wikipedia venne nuovamente bloccata nell'ottobre del 2005. Gli utenti wikipediani Shi Zhao e Cui Wei scrissero delle lettere alle autorità per cercare di convincerle a ripristinare il sito sostenendo che bloccando l'accesso al sito si perdesse un'opportunità di presentare la Cina al mondo permettendo a forze avverse (culti antigovernativi, Taiwan e altri) di mostrare un'immagine distorta del Paese.
Nell'ottobre del 2006, il quotidiano The New York Times riportò che la Wikipedia in inglese risultava sbloccata, continuava ad essere bloccata la Wikipedia in cinese. Il ricercatore di nuovi media Andrew Lih nel suo blog riportò che non riusciva ad accedere alla voce sulle proteste di Piazza Tiananmen del 1989 sulla Wikipedia in inglese. Ligh sostenne che "non c'è un Great Firewall monolitico in Cina" notando che tra utenti di internet service provider in differenti località della Cina (China Netcom a Pechino, China Telecom a Shanghai e vari provider di Anhui) l'accesso alla Wikipedia in cinese era bloccato solo da Anhui. L'organizzazione non governativa Reporter senza frontiere si espresse positivamente nei confronti di Wikipedia sul suo rifiuto di autocensura.
Il 10 novembre 2006, Lih riportò che la Wikipedia in cinese risultava nuovamente sbloccata. Lih confermò lo sblocco completo diversi giorni dopo e fece una parziale analisi sugli effetti basata sul tasso di creazione di nuove utenze nella Wikipedia in cinese. Prima dello sblocco venivano create 300–400 nuove utenze al giorno, Nei quattro giorni dopo lo sblocco il numero di nuovi utenti quotidiani triplicò e la Wikipedia in cinese divenne la Wikipedia con il più alto tasso di crescita dopo quella in inglese. Nella settimana conclusa il 13 novembre, furono create il 75% di voci in più rispetto alla settimana precedente. La prima divenne la settimana in cui la Wikipedia in cinese superò le 100 000 voci. Lih predisse che si sarebbero raggiunti velocemente i 200 000; gli utenti cinesi, al fine di eguagliare tale cifra, avrebbero avuto molto da fare per spiegare ai nuovi arrivati le linee guida e regole base di scrittura.
Il 16 novembre 2006, l'agenzia Reuters riferì che la pagina principale della Wikipedia in cinese poteva essere visualizzata, sebbene non fu così per alcune pagine a tema politico come "Protesta di piazza Tienanmen". Resoconti successivi riportarono che il giorno dopo, il 17 novembre, sia la Wikipedia in inglese che quella in cinese risultavano nuovamente bloccate. Il 15 giugno 2007 fu ripristinato l'accesso agli argomenti di natura non politica all'interno della Wikipedia in inglese. Il 6 settembre 2007 IDG News riportò che la Wikipedia in inglese era nuovamente bloccata. Il 2 aprile del 2008 The Register riportò che i blocchi sulle versioni inglesi e cinesi erano stati rimossi. Questo fu confermato dalla BBC e avvenne nel contesto dell'arrivo dei giornalisti stranieri a Pechino in occasione delle Olimpiadi estive del 2008 e della richiesta del Comitato Olimpico Internazionale per la libertà di stampa durante i giochi olimpici. Nel settembre 2008 Jimmy Wales si incontrò con Cai Mingzhao, Vice Direttore del State Council Information Office; non venne raggiunto alcun accordo, ma Wales affermò la sua convinzione nell'apertura di un canale di dialogo tra la comunità di Wikipedia e il governo cinese.
Il blocco della Wikipedia in cinese non solo ridusse il numero di utenti ma comportò anche una riduzione media dei contributi pari al 42,8%, secondo un rapporto pubblicato dall'American Economic Review nel 2011. Dal 2012 sia la versione cinese che quella inglese furono nuovamente accessibili fuorché per voci di politica. Se da un IP cinese si tenta di accedere a contenuti di natura politica (anche solo tramite la ricerca), all'IP viene inibito l'accesso a Wikipedia per un periodo compreso da alcuni minuti fino ad un'ora.
Le autorità cinesi iniziarono a impedire l'accesso alla versione HTTPS del sito dal 31 maggio 2013; la versione non-secure (HTTP) è ancora accessibile ma, essendo sensibile al filtraggio delle parole chiave, può essere bloccato l'accesso alle singole voci. Greatfire.org consigliò a Wikipedia e ai suoi utenti di aggirare il blocco servendosi di accessi HTTPS ad altri indirizzi IP di proprietà di Wikipedia. Nel 2013, dopo che Jimmy Wales affermò che Wikipedia non avrebbe tollerato "5 secondi" di censura, Shen Yi, un ricercatore di Internet presso l'Università Fudan a Shanghai, disse che mentre "Wikipedia fa la dura contro il governo cinese, potrebbe non essere così grande in un confronto con il governo USA o con la richiesta da parte de sistema giudiziario europeo di modificare o oscurare informazioni".
Dal giugno 2015 tutte le versioni di Wikipedia ridirezionano le richieste HTTP al corrispondente indirizzo HTTPS criptando obbligatoriamente tutti i dati utente. Come risultato, la censura cinese non può vedere quali specifiche pagine siano state visualizzate da un utente e quindi non può bloccare pagine o gruppi di pagine come fece negli anni precedenti. Pechino decise pertanto di bloccare l'intera versione cinese; dal giugno 2015 sia la versione criptata che la non criptata sono nuovamente bloccate.
Il 31 agosto la pagina principale fu sbloccata per pochi minuti. Jimmy Wales affermò che si sarebbe recato in Cina per convincere il governo cinese a sbloccare il sito entro due settimane in occasione del Leadership Energy Summit Asia 2015 a Kuala Lumpur il 2 dicembre 2015. Apparentemente, questo ricordò al governo cinese che l'unica versione bloccata era quella in cinese, poiché il 4 dicembre venne bloccato l'accesso a tutte le versioni linguistiche del progetto. Vi furono molte proteste all'interno dei social network da parte dei cittadini cinesi; molte di queste, tuttavia, vennero cancellate in breve tempo. Nel pomeriggio del 6 dicembre divenne nuovamente possibile accedere alle altre versioni linguistiche.
Jimmy Wales incontrò Lu Wei, direttore della Cyberspace Administration of China il 17 dicembre del 2015 nel corso del World Internet Conference che si tenne a Wuzhen, Zhejiang. Wales disse che era la prima volta che si incontravano, che non vi è stato consenso su temi specifici ma che lo scopo era "incontrarsi e conoscersi". Wales spiegò a Lu Wei come Wikipedia e Wikimedia lavorano nel mondo ed espresse la speranza di instaurare degli incontri periodici con Lu Wei e la Cyberspace Administration of China. Alla domanda di un giornalista che chiese se avrebbe ordinato a Wikipedia di rimuovere alcune informazioni pur di mantenere delle relazioni stabili con la Cina Wales rispose "mai".
Persino le parole di Wales furono censurate, dove lui sostenne, durante un panel di discussione, che i miglioramenti della traduzione automatica avrebbero potuto rendere impossibile per le autorità il controllo di flussi di informazione. Nella traduzione ufficiale venne riportato che questo tipo di miglioramento tecnico avrebbe aiutato i governi ad analizzare meglio le comunicazioni online.

### Francia
Nell'aprile 2013, la voce della Wikipedia in francese che descrive la stazione militare di Pierre-sur-Haute ha attirato l'attenzione dall'agenzia di intelligence francese Direction centrale du renseignement intérieur (DCRI). L'agenzia ha cercato di far rimuovere l'articolo sulla struttura dalla Wikipedia in lingua francese facendo pressione su Rémi Mathis, un amministratore volontario della Wikipedia francese e residente in Francia. La Wikimedia Foundation ha chiesto al DCRI quali parti della voce avessero causato dei problemi, rilevando che la voce riportava le informazioni contenute in un documentario del 2004 trasmesso da Télévision Loire 7, una stazione televisiva locale francese, disponibile gratuitamente online. La DCRI ha rifiutato di fornire questi dettagli e ha ripetuto la sua richiesta di cancellazione dell'articolo.
La ONG, con sede in Francia, Reporter senza frontiere ha criticato le azioni del DCRI come "pessimo precedente". Il portavoce dell'organizzazione ha detto a Le Point che "se l'istituzione ritiene che siano state divulgate informazioni segrete riguardanti la difesa, ha tutto il diritto di richiederne il riconoscimento dai tribunali. Spetta quindi al giudice, protettore delle libertà fondamentali, valutare la realtà e l'estensione del segreto militare ". Il portavoce ha osservato che le informazioni contenute in questo articolo erano tratte da un documentario che era stato girato e distribuito in precedenza con la cooperazione dell'esercito e che hosting e intermediari non avrebbero dovuto essere ritenuti responsabili.
Secondo una dichiarazione rilasciata da Wikimédia France il 6 aprile 2013:
(Wikimédia France)
Più tardi, l'articolo è stato ripristinato da un altro volontario di Wikipedia residente fuori della Francia. Come risultato della controversia, l'articolo è divenuto la pagina più letta della Wikipedia francese, con oltre 120 000 accessi durante il fine settimana del 6/7 aprile 2013. È stato tradotto in molte altre lingue. Il quotidiano francese 20 minutes Ars Technica, e un post su Slashdot lo hanno riportato come un esempio di effetto Streisand. Il Ministero degli Interni francese ha informato l'Agence France-Presse della sua intenzione di non commentare l'incidente.
Secondo una fonte giudiziaria citata in un articolo dell'AFP l'8 aprile, l'eliminazione dell'articolo è stata eseguita in quanto parte di un'inchiesta preliminare condotta dalla sezione anti-terrorismo dell'ufficio del procuratore di Parigi, secondo cui l'articolo Wikipedia in lingua francese metteva in pericolo "del materiale classificato relativo alla catena di trasmissione degli ordini di lancio di ordigni nucleari".
Dopo l'incidente, Télévision Loire 7 dichiarò che si aspettava che la DCRI chiedesse loro di eliminare l'originale documentario del 2004 su cui si basava l'articolo di Wikipedia, anche se era stato filmato e trasmesso con la piena collaborazione delle forze armate francesi. Il sindacato nazionale dei Commissari di Polizia ha ipotizzato che il successivo passo sarebbe potuto essere un ordine della magistratura con il quale si sarebbe richiesto ai provider internet francesi di bloccare l'accesso alla voce di Wikipedia.

### Iran
In un rapporto del novembre 2013 pubblicato dal Center for Global Communication Studies dell'Università della Pennsylvania, i ricercatori Collin Anderson e Nima Nazeri presero in esame 800 000 voci della Wikipedia in persiano e riscontrarono che 963 erano bloccate dal governo iraniano.
Secondo gli autori "la censura ha ripetutamente avuto come obiettivo voci su governi rivali, minoranze religiose, critiche su stato e polizia. Poco meno della metà delle voci bloccate riguardano biografie, comprese voci su persone che le autorità avrebbero incarcerato o ucciso". Anderson sostenne che la Wikipedia in persiano, un microcosmo dell'internet iraniano, fosse un "posto utile per scoprire il tipo di contenuti vietati e gli schemi di identificazione delle parole chiave e delle regole di filtraggio usate in internet". Nel maggio del 2014, secondo Mashable, il governo iraniano ha bloccato almeno due voci sulla Wikipedia in farsi.
Secondo Reporter senza frontiere, il governo iraniano ha bloccato l'accesso alla Wikipedia in curdo per ampi periodi.

### Italia
Il 4 ottobre 2011, su decisione della comunità di Wikipedia in italiano, la consultazione di questa Wikipedia è stata bloccata dai suoi amministratori per protestare contro il comma 29 del DDL intercettazioni (una legge sulle intercettazioni). Il disegno di legge consente a chiunque ritenga di aver subito un torto dal contenuto di un sito web di ottenere un diritto di replica, non modificabile o criticabile, sullo stesso sito entro 48 ore senza una valutazione preliminare da parte di un giudice del presunto reato, pena una multa di 12 000 euro.
Il 4, 5 e 6 ottobre dello stesso anno, tutte le pagine sono state reindirizzate a una dichiarazione di opposizione al disegno di legge. Il 7 ottobre le pagine di Wikipedia in lingua italiana sono tornate online, ma un banner in cima alle pagine continuerà a esprimere l'opposizione della comunità ancora per qualche tempo.

### Pakistan
Il 31 marzo del 2006, per sette ore, in Pakistan è stato bloccato l'intero dominio Wikipedia.org a causa di una voce contenente informazioni sulla pubblicazione delle caricature di Maometto sullo Jyllands-Posten.
La versione in inglese di Wikipedia è stata bloccata per diversi giorni nel maggio del 2010 a causa delle proteste intorno all'evento Everybody Draw Mohammed Day.
Il 1º febbraio 2023 tutte le versioni di Wikipedia e di altri progetti Wikimedia sono state bloccate a seguito di un ordine di rimozione di contenuti ritenuti blasfemi, inizialmente per 48 ore, poi a tempo indeterminato. Il blocco è stato infine rimosso il 6 febbraio 2023 per ordine del Primo ministro pakistano Shehbaz Sharif.

### Regno Unito
Nel dicembre del 2008, l'organizzazione non governativa Internet Watch Foundation aggiunse la voce di Wikipedia dedicata all'album degli Scorpions Virgin Killer alla sua blacklist a causa del contenuto, ritenuto pedopornografico, della sua copertina; l'immagine era stata classificata al più basso livello di attenzione in quanto raffigurante "posa erotica con nessuna attività sessuale". Come risultato alle persone che usavano i principali Internet service provider del Regno Unito veniva impedito l'accesso all'intera voce dal sistema di filtraggio contenuti Cleanfeed e a gran parte del Regno Unito, a causa dei mezzi usati da IWF per bloccare l'immagine, era impedito di effettuare modifiche a Wikipedia. In seguito a discussioni, reclami da parte della Wikimedia Foundation, e proteste pubbliche, IWF, dopo tre giorni, rivide la sua decisione e confermò che in futuro non avrebbe bloccato copie dell'immagine hostate oltreoceano.

### Russia
Il 5 aprile del 2013, un portavoce del Servizio federale per la supervisione nella sfera della connessione e comunicazione di massa (anche noto come Roskomnadzor) ha confermato che la voce "Fumare cannabis" della Wikipedia in russo era stata messa in blacklist.
Il 18 agosto del 2015, la voce sulla Wikipedia russa dedicata al charas (Чарас), una forma di cannabis, è stata messa in blacklist dal Roskomnadzor (in esecuzione di un ordine di un tribunale di provincia emesso due mesi prima) perché contenente la descrizione dettagliata di metodi di produzione di sostanze stupefacenti. Wikipedia replicò che la voce era stata scritta usando materiale tratto dal sito delle Nazioni Unite e libri di testo ma il 24 agosto venne inclusa nella lista dei materiali proibiti inviata agli internet provider russi. Usando Wikipedia un protocollo HTTPS fu possibile bloccare tutto il sito e tutte le versioni linguistiche dalle prime ore della notte del 25 agosto. Secondo i resoconti vi fu un blocco intermittente della versione non mobile del sito mentre rimaneva accessibile la versione mobile. La mattina del 25 agosto Roskomnadzor escluse l'articolo dalla lista dei materiali proibiti affermando che "Siamo stati informati dal Servizio federale di controllo delle sostanze stupefacenti che alla voce sono state fatte modifiche sufficienti perché corrisponda all'ordinanza del tribunale". Secondo il direttore di Wikimedia Russia la pagina è stata rapidamente modificata dai volontari per evitare violazioni della legge e circa il 10-20% degli utenti russi hanno avuto problemi di accesso nella notte del 25 agosto.

### Siria
Tra il 30 aprile 2008 e il 13 febbraio 2009, venne bloccato l'accesso alla Wikipedia in arabo; le altre versioni linguistiche erano raggiungibili. Il ministro delle comunicazioni ammise che il blocco dei siti era stato richiesto dai servizi segreti militari.

### Tunisia
Wikipedia è stata inaccessibile dal 23 al 27 novembre 2006.

### Turchia
Nelle prime ore di sabato 29 aprile 2017, il gruppo di monitoraggio Turkey Blocks riportò l'impossibilità di accesso a tutte le versioni linguistiche di Wikipedia in tutta la Turchia. La misura amministrativa consegue alla richiesta delle autorità turche di "rimuovere contenuti scritti da utenti sostenitori del terrorismo e che collegano la Turchia al terrorismo", richiesta alla quale il governo non ha ricevuto una risposta soddisfacente. I progetti Wikimedia diversi da Wikipedia non sono bloccati mentre Wikipedia può essere letta solo tramite siti mirror come TheFreeDictionary.com.
In precedenza la Turchia aveva censurato solamente voci specifiche all'interno della Wikipedia in turco come "Kadın üreme organları" (vulva), "insan penisi" (pene umano), "2015 Türkiye genel seçim anketleri" (Sondaggi relativi alle elezioni generali 2015), "vajina" (vagina) e "testis torbası" (scroto).
Non vi è alcuna sentenza a sostegno del blocco del 29 aprile. Uno degli internet service provider, TTNET, ipotizzò persino che Wikipedia fosse fuori uso. Katherine Maher della Wikimedia Foundation rispose che questo non corrisponde a verità. Il 3 maggio 2017, il ricorso presentato dalla Wikimedia Foundation alla prima corte penale di pace di Ankara è stato respinto. Il 5 maggio, il capo della Information and Communication Technologies Authority (BTK) Ömer Fatih Sayan ha affermato che la Wikimedia Foundation rifiuta di fare le modifiche necessarie per rimuovere il blocco.
Il 26 dicembre 2019, la Corte Costituzionale ha dichiarato l'illegittimità della decisione del governo Erdogan.

### Uzbekistan
In Uzbekistan l'accesso a Wikipedia è stato brevemente bloccato nel 2007 e nel 2008. Nel febbraio 2012 la stampa riportò notizie del blocco delle Wikipedia in uzbeco, tentando di accedervi dall'Uzbekistan si veniva ridiretti verso la pagina di MSN. Dall'Uzbekistan si poteva accedere alle altre versioni linguistiche, il blocco riguardava solo la Wikipedia in lingua locale.
Dall'ottobre 2016 la Wikipedia in uzbeco è accessibile tramite il protocollo HTTPS.

### Venezuela
La sera del 12 gennaio 2019, l'osservatorio Internet NetBlocks ha raccolto prove tecniche del blocco di tutte le edizioni di Wikipedia in Venezuela. Le restrizioni sono state implementate da CANTV, il più grande fornitore di telecomunicazioni del Paese.
La causa scatenante è stata probabilmente il tentativo di rimuovere la voce di Wikipedia in spagnolo che menzionava Juan Guaidó, il neo-nominato presidente dall'Assemblea nazionale, come il "51º Presidente della Repubblica Bolivariana del Veneuela". Contemporaneamente era stato limitato anche l'accesso ad un certo numero di siti web locali, suggerendo che l'instabilità politica del Paese potrebbe aver portato a un maggior controllo del governo su Internet.